# معوية طيرية
معوية طيرية (الاسم العلمي: Enterococcus avium) هي نوع من البكتيريا تتبع جنس المكورة المعوية من فصيلة المكورات المعوية. هي أكثر شيوعاً في الطيور. ولكن بشكل نادر تسبب العدوى بين البشر، وفي مثل هذه الحالات، قد تكون مقاومة للفانكوميسين. ويشار إلى هذه العدوى بفريا (عدوى الإصابة بالمعوية الطيرية المقاومة للفانكوميسين م.ط.م.ف.) VREA . وتتم معالجة حالات VREA في البشر بنجاح مع اللنزوليد.